# Lucky Mulusa
Lucky Mulusa (* 30. März 1965) ist ein sambischer Politiker der Patriotic Front (PF).

## Leben
Mulusa absolvierte ein Studium im Fach Rechnungswesen, das er mit einem Bachelor of Accountancy (B.Acc.) beendete. Ein postgraduales Studium im Fach Entwicklungsfinanzierung schloss er mit einem Master in Development Finance ab. Ein weiteres postgraduales Studium für Nachhaltige Entwicklung beendete er mit einem Master of Philosophy in Sustainable Development.
Er wurde nach der Wahl vom 11. August 2016 von Präsident Edgar Lungu als Vertreter der Patriotic Front (PF) für einen der acht vom Präsidenten zu vergebenden Sitze der Nationalversammlung Sambias benannt. Im September 2016 berief ihn Präsident Lungu auch zum Minister für Entwicklungsplanung in dessen Kabinett.